# President de la Cambra de Representants dels Estats Units
El president de la Cambra de Representants dels Estats Units o Portaveu de la Cambra de Representants dels Estats Units (en anglès Speaker of the United States House of Representatives), és el representant—o diputat—que presideix la Cambra Baixa del Congrés dels Estats Units i n'és el portaveu. La presidenta actual és Nancy Pelosi, representant del Partit Demòcrata del primer districte de Califòrnia.
El President de la Cambra de Representants és el segon en línia en la successió presidencial, després del vicepresident i precedeix el president pro tempore del Senat. El President normalment no presideix els debats ans delega aquesta tasca als altres membres del Congrés del mateix partit polític. A més de les tasques normals per a tots els representats membres de la Cambra, el President també té funcions administratives.